# Listă de arhitecți români
Aceasta este o listă de arhitecți români:

## A
- Petre Antonescu
- Virginia Andreescu Haret

## B
- Romeo Ștefan Belea
- Ștefan Balș-Lupu
- Constantin Băicoianu (arhitect)
- Ion D. Berindey
- Ștefan Burcuș

## C
- George Matei Cantacuzino
- Grigore Cerchez
- Horia Creangă
- Nicolae Cucu
- Otto Czekelius

## D
- Henrieta Delavrancea
- Silvia Demeter Lowe, arhitecta Prințului Charles[1][2]
- Octav Doicescu
- Valentin Donose
- Radu Dudescu

## F
- Florea Stănculescu

## G
- Haralamb Georgescu
- Nicolae Ghica-Budești
- Eugenia Greceanu

## H
- Max Herz
- Alexandru Hristea Orăscu

## I
- Marcel Iancu
- Grigore Ionescu
- Constantin Iotzu
- Paraschiva Iubu

## J
- Constantin Joja

## L
- Cezar Lăzărescu

## N
- Paul Helmut Niedermaier

## M
- Horia Maicu
- Dimitrie Maimarolu
- Duiliu Marcu
- Ion Mincu
- Ion Mircea Enescu
- Vasile Mitrea - președintele filialei Transilvania a Ordinului Arhitecților din România (2005) -

## P
- Anca Petrescu
- Nicolae Porumbescu
- Augustin Presecan

## R
- Iancu Rădăcină
- Irina Rosetti

## S
- Edmond van Saanen Algi
- Alexandru Săvulescu (arhitect)
- Dan Sergiu Hanganu
- Dorin Ștefan
- Paul Smărăndescu
- Gheorghe Simotta
- Ion N. Socolescu
- Toma Barbu Socolescu
- Toma T. Socolescu
- Etti-Rosa Spirer
- Șerban Sturdza
- Antal Szallerbeck

## Ș
- Victor Ștefănescu

## V
- Xavier Villacrosse
- Victor Vlad
- Elena Voinescu

## Z
- Ana Maria Zahariade